# Dobos Marianne
Dobos Marianne (Miskolc, 1942. szeptember 18. –) mérnök, író.

## Tanulmányai
1948–1956 között szülővárosában a Soltész Nagy Kálmán utcai Általános Iskola, 1956–1960 között a Kossuth Lajos Gimnázium diákja volt. 1960-tól a Miskolci Egyetem hallgatója: 1965-ben kohómérnöki, 1968–1970 között folytatott tanulmányai eredményeként pedig hőkezelő szakmérnöki diplomát szerzett.

## Munkássága
1965 és 1984 között a Lenin Kohászati Művek, a Kohó- és Gépipari Számítástechnikai Szervezési Intézet, valamint a Vegyiműveket Építő és Szerelő Vállalat alkalmazottjaként műszaki és gazdasági beosztásokban tevékenykedett. Kutatóként a KLM (Kabdebó Lórántné Marianne, Kazánlemez Marianne Módra) nevű hidegszívós, melegszilárd acélmárka egyik szabadalmaztatója.
1984 óta írói-közírói munkásságot fejt ki. 2005 óta a Magyar Keresztény Demokrata Szövetség Magyar-Hon-Lapján napi rendszerességgel jelennek meg tanulmányai és jegyzetei. Írásait kötetekben összegyűjtve publikálta.
Aktívan támogatja a miskolci minorita templom plébánosának, Bogdan Adamczyk OFMConv megújuló kezdeményezését a szentéletű Kelemen Didák, a Miskolcon elhunyt minorita rendfőnök boldoggá avatásáért. Szorgalmazta a rendfőnök életéről és munkásságáról szóló PhD-dolgozat elkészítését, és kurátorként a PhD-dolgozat védését előkészítendő hat konferencia és két hazafias mise szervezésében vett részt. Ezalatt felfedezte Wojciech Topoliński lengyel minorita szerzetes, a második világháború előtti időkben a Vatikánban posztulátori szerepet vállaló, utóbb a Gestapo fogságában Stumban mártírrá vált lengyel szerzetes ténykedését, amit kutatásai alapján több tanulmányban és könyvben publikált.
Mindezek elismeréseként a Polisz folyóirat Gyulai Pál-díját, valamint Miskolc Város Szabó Lőrinc-díját nyerte el 2011-ben. 2017. szeptember 11-én a Charta XXI. Egyesület emlékérmét nyerte el. Az emlékérem ünnepélyes körülmények közötti átadását Surján László ezekkel a szavakkal indokolta:
„Több évtizedes irodalmi munkásságáért, lélekemelő, embert gazdagító könyveiért, a tiszteletreméltó Kelemen Didák emlékének ápolásáért, a lengyel-magyar kapcsolatok erősítéséért, Wojciech Topoliński életének és halálának kutatásáért, hetvenötödik születésnapja alkalmából”.
2019. január 22-én Lengyelország nagykövetétől a Lengyel Köztársaság Lovagkeresztje kitüntetést vette át.
Munkásságának átfogó értékelése 80. születésnapjához kapcsolódóan a Napút, a Holdkatlan, a Kalejdoszkóp és az Országút internetes folyóiratokban történt meg. 
Az alkalomhoz kapcsolódóan a Miskolci Keresztény Szemle 69. száma a lap sok évtizede hűséges szerzőjének Ady és a transfiguratio című írását közölte, életművét a Miskolci Keresztény Szemle 70. számában Dancs Rózsa írása méltatta.

## Családja
Férje Kabdebó Lóránt irodalomtörténész, a Miskolci Egyetem Bölcsészettudományi Karának 2022-ben elhunyt alapító dékánja, professor emeritusa. Két gyermekük Tamás Lóránt (1965) és György Imre (1966), unokáik: Krisztián, Fanni, Laura, Noel-Dominik és Brigitta-Boglárka.

## Önálló és gyűjteményes kötetei
- Társaink az állatok, Világ tenyerén katicabogár (1986; második kiadás: Isten tenyerén, 1995)
- Bocsásd meg, Úristen, ifjúságom vétkét (1987)
- Embereszményeim (1989)
- A szívek kötelessége megmarad (1989)
- Szeretet önkéntesei (1990)
- Szőlővesződségeim (2005)
- …nekünk a vihart állni kell (2006)
- Csókolj mancsot neki (2006), Beszélgetések az imáról (2008)
- Schéner Mihállyal közös kötete: Szent István Archikon (2008)
- Ki hengeríti el a követ? (2008)
- Beszélgetések az imáról (2008)
- "idegen föld Csavargója", in memoriam Dr Balogh István tábori lelkész alezredes, gróf Wass Albert egyetemi tanár, író (2008)
- A Gondviselés útjain (2008)
- Tiszta kéz és feddhetetlen szív (2008)
- Akkor is karácsony volt (1944) (2002)
- Bölcsészek 1956-ról (2004)
- Ádventre várva 1989 (2006)
- Idegen föld csavargója, in memoriam Dr Balogh István tábori lelkész alezredes, gróf Wass Albert egyetemi tanár, író (2008)
- Sorsfordító karácsonyok (2009)
- Az egészen összetört alabástrom edény 2009
- Az összecsomózott szalag (2011)
- Rózsaablak (2014)
- A mezítelen Lázár feltámasztása (2017)
- Wskrzeszenie nagiego Łazarza (2017)
- A szőttes túloldalán (2018)
- A rádiós rózsafüzér-imaóra emigráns hitoktatói (2021)

## Fontosabb sajtó alá rendezések
- Regőczi István: Az Isten vándora (1986)
- Temel M Amata: Szent Domonkos Szerzetesrend Szentjei és Boldogai (1990)
- Tadeusz Zapeta atya: A rádiós rózsafüzér-imaóra emigráns hitoktatói (Soós Viktor Attilával közös szerkesztés)